# 한스 프리체

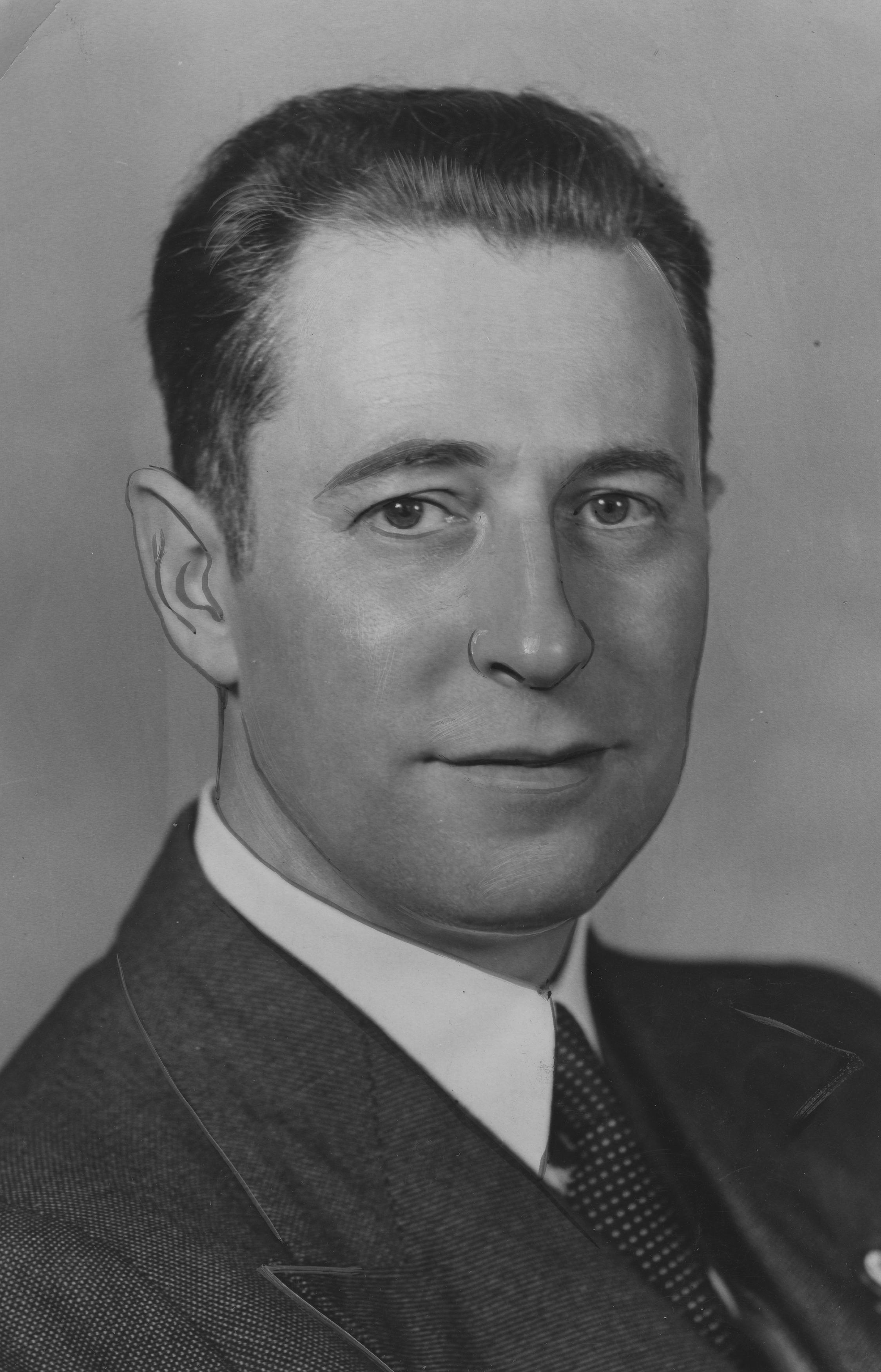
한스 프리체 (1940년)

아우구스트 프란츠 안톤 한스 프리체(독일어: August Franz Anton Hans Fritzsche, 1900년 4월 21일 ~ 1953년 9월 27일)는 나치 독일의 고위 공직자로, 제2차 세계 대전 종전 시점에서 대중계몽선전성 국장이었다. 아돌프 히틀러의 최후 순간 베를린 퓌러엄폐호에 있었으며, 히틀러가 죽자 붉은 군대에 항복 의사를 전달하기 위해 넘어갔다. 그러나 소련군은 그를 포로로 잡았고, 뉘른베르크 국제군사재판에 회부하였으나 무죄로 석방, 서독 재판하에서 9년형을 선고받고 도중 암 발병으로 출소, 1953년에 사망하였다.
단지 파울 요제프 괴벨스와 목소리가 동일하다는 이유 하나만으로 성우로 징발되었으며 징발 이후 대중계몽선전성에 소속되어 라디오 방송에서 파울 요제프 괴벨스가 써주는 대본대로 읽는 업무만 전담했다.

## 같이 보기
- 대중계몽선전국가부